# 小型自動二輪車
| 日本の50 cc超 - 125 cc以下は車体前端に白いステッカーを掲示し、車体後方には三角ステッカーを掲示する（任意）。 |  | 日本の50 cc超 - 125 cc以下は車体前端に白いステッカーを掲示し、車体後方には三角ステッカーを掲示する（任意）。 |
| 日本の50 cc超 - 125 cc以下は車体前端に白いステッカーを掲示し、車体後方には三角ステッカーを掲示する（任意）。 |  | |

小型自動二輪車（こがたじどうにりんしゃ）とは、日本の道路交通法上の「小型二輪車」を指す。オートバイの区分の一つであり、同法の自動二輪車（排気量50 cc超）のうち原動機が排気量125 cc以下（もしく定格出力0.6 kWを超え1 kW以下）のものを指す。「ミニバイク」とも言う。
本項目においてはこの排気量の原動機を搭載したオートバイに限って記述する。

## 概要

### 法令

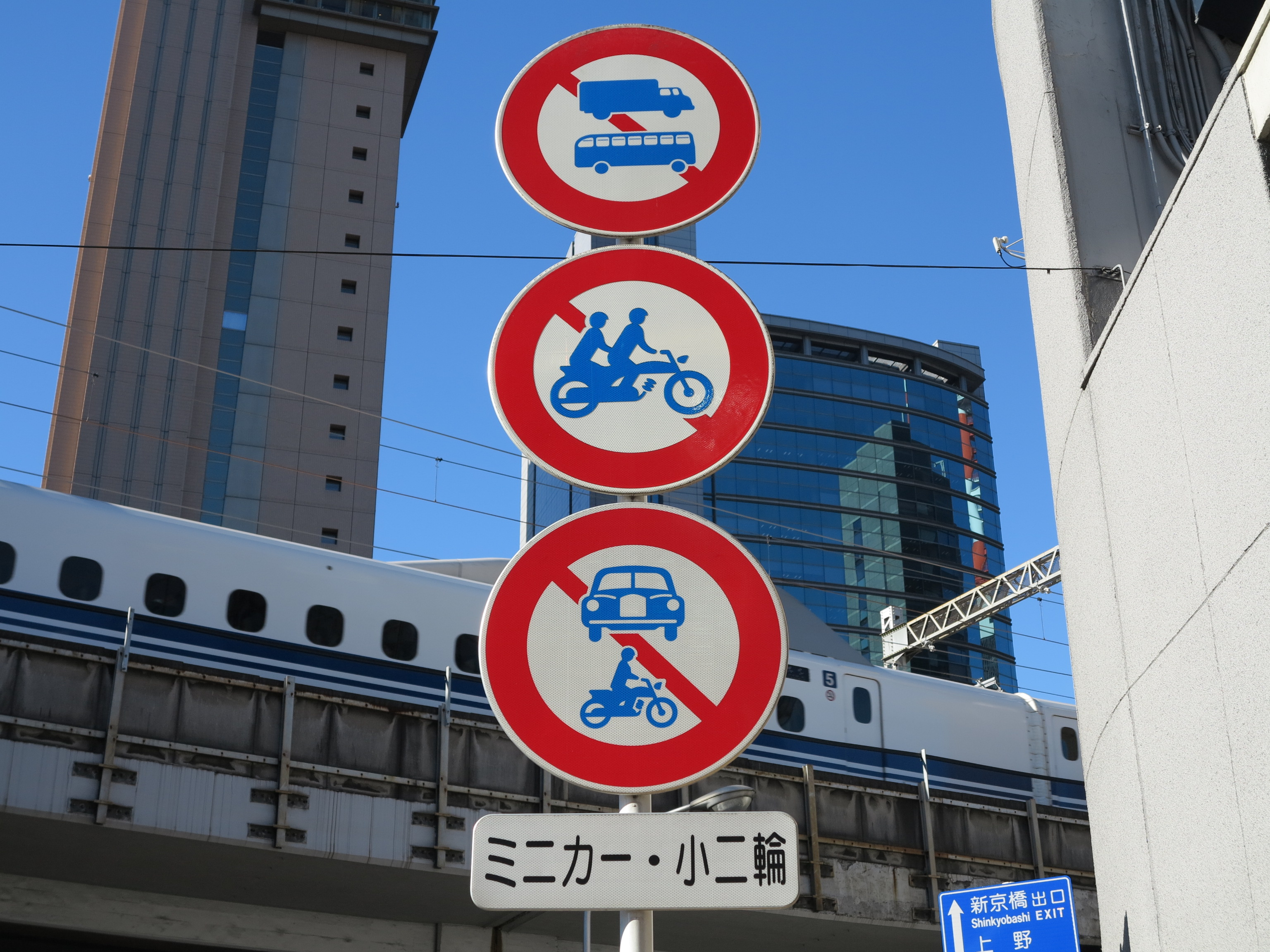
補助標識の「小二輪」の使用例

道路交通法上の「小型二輪車」は、同法の「普通自動二輪車」の中に分類される。同法施行規則で免許区分を説明する条項において「〇・一二五リットル以下、定格出力については一・〇〇キロワット以下の原動機を有する普通自動二輪車」を「小型二輪車」とし、小型二輪車に限り運転できる普通二輪免許を「小型限定普通二輪免許」としている 。
なお補助標識の「小二輪」の対象は、この小型二輪車（道路交通法）に加え、原動機付自転車（道路交通法）も該当する。またしたがって道路運送車両法における「原動機付自転車」の区分にほぼ近いことになるが厳密には一致しないので注意が必要である。自動車専用道路は走行できない。
特定二輪車の要件を満たす三輪のものも、排気量または定格出力が上述のものであれば小型二輪車と同じ扱いとなる。

#### 道路運送車両法
道路運送車両法では、排気量125 cc以下を原動機付自転車と呼び、加えて上記の小型二輪車（道路交通法）に相当する区分（排気量50 cc超）は第二種原動機付自転車と呼び、略称は原付二種（げんつきにしゅ）である。ただし側車（サイドカー）を取り付け可能で、側車部分を外しても走行できる構造であるものは、原動機付自転車ではなく「側車付二輪自動車」として扱われる（後述）。

##### 二輪の小型自動車
なお、同法では、排気量250 cc、車長2.5 m、幅1.3 mまたは高さ2.00 mのいずれかを超える二輪車を「二輪の小型自動車」と分類するが、道路交通法における「小型二輪車」とは異なる。ただし保険業界などでは250 cc超の自動二輪車を「小型二輪車」、「小型二輪」あるいは「小二」などと表記することも多い。

### 取扱区分

#### 運転や免許の区分
道路交通法においては、原動機付自転車に該当せず自動車（自動二輪車）の扱いになる。よって公道上を運転するには、普通免許等で運転すると無免許運転となるため、小型限定を含む普通二輪免許、または、大型二輪免許のいずれかの運転免許証またはマイナ免許証が必要である。
道路での運転においては、原動機付自転車（50 cc以下）、普通自動二輪（125 cc超400 cc以下）及び大型自動二輪車（400 cc超）とは次の点が異なる。
|                                 | 原動機付自転車(第一種原動機付自転車) | 小型二輪車(第二種原動機付自転車) | 普通自動二輪車 大型自動二輪車                |
| ------------------------------- | ------------------------------------ | -------------------------------- | -------------------------------------------- |
| 二段階右折                      | 道路条件により義務                   | 禁止                             | 禁止                                         |
| 法定最高速度                    | 30km/h                               | 60 km/h                          | 100 km/h（高速自動車国道） 60 km/h（その他） |
| 通則通行帯                      | 第一通行帯                           | 速度に応じ最右通行帯以外の通行帯 | 速度に応じ最右通行帯以外の通行帯             |
| バス専用レーン                  | 通則通行（対象外）                   | 通行不可                         | 通行不可                                     |
| バス優先レーン                  | 通則通行（対象外）                   | 対象                             | 対象                                         |
| 二人乗り                        | 不可                                 | 可                               | 可                                           |
| 最大積載量                      | 30 kg                                | 60 kg                            | 60 kg                                        |
| 「小二輪」の道路標識等          | 対象                                 | 対象                             | 対象外                                       |
| 「自動車」の道路標識等          | 対象外                               | 対象                             | 対象                                         |
| 高速自動車国道・ 自動車専用道路 | 通行不可                             | 通行不可                         | 通行可                                       |

（注）サイドカーを付けた小型二輪車は、表中の「法定最高速度」、「高速自動車国道・自動車専用道路」については普通自動二輪車の区分が適用される。

#### 車両の区分
道路運送車両法上、側車（サイドカー）を取り付けないものは第二種原動機付自転車となるため、ナンバープレート（課税標識）の交付は市区町村（役所）である。地方税の軽自動車税課税対象となる。自賠責保険、自動車任意保険での車両分類も道路運送車両法に基づくため、125 cc以下の原動機付自転車として分類される。125 cc超の「二輪の軽自動車」・250 cc超の「二輪の小型自動車」とは異なり、これらと比較すると、軽自動車税および保険料は比較的安価な場合が多い。

#### 区別のための標識
道路交通法の原動機付自転車と標識色（ナンバープレート）以外で外観上で区別判断できるように、小型二輪車にはフロントフェンダー前端を縁取るU字型の標識と、車体後部に正三角形の標識が掲示されており、いずれも白色が使用される。この標識は1954年12月14日に日本の製造者を対象として通産省・運輸省・警察庁から通達されたもので1955年4月1日より実施されている。
これは該当車両製造者に対する取付指導であるため、実施以前の中古車などや、日本国外メーカーの輸入車や、使用者のボアアップによって50 ccまたは125 ccを超えた車両、サイドカーの取付により側車付二輪車になったもの等に対する標示（取外）義務はなく、使用者に対する強制的義務ではない。よってこれを撤去しても処分されることは無く、また長期経年により標示が剥がれ落ちることも多い。ただし最高速度や二段階右折等の取締等で誤摘発を受ける可能性はあるが、ナンバープレートの色でわかる。
警察官による誤認を避けるために使用者自身で標示できるよう、前後用をセットにした商品が用品店で販売されており、また白色テープ等で自作も可能で、車体が白の場合は黒の縁取りでもよい。前方の標識寸法は1辺の幅20 mmで泥除け先端から100 mmを超えないものとなり、後方の標識寸法は1辺の幅10 mmで長さ60 mm程度の正三角形となる。詳細は画像を参照。

### 軽自動車税
軽自動車税の課税額はエンジンの排気量または電動機の定格出力により二つに区分される。税額と標識の色は市区町村によって異なるがおおむね次の表に示すとおりである（2018年現在）。
| 種別 | 排気量または定格出力                           | 課税額（年間） | 標識色 |
| ---- | ---------------------------------------------- | -------------- | ------ |
| 乙   | 50 ccを超え90 cc以下 600 W超800 W以下          | 2,000円        | 黄色   |
| 甲   | 排気量90 ccを超え125 cc以下 800 W超1,000 W以下 | 2,400円        | 桃色   |

（注）全て二輪、側車無しの場合の区分である。

## 自動車保険
前述の通り、自動車保険では125 cc以下を一つの区分（原動機付自転車）として扱う。自動車と同様に自動車損害賠償責任保険（自賠責保険）と任意保険があり、任意保険には四輪車契約の付属として、125 cc以下の自動二輪車に『ファミリーバイク特約』を付帯する事により保険適用が可能である。なお、バイクに対する人身傷害補償特約適用については、本契約とは別にバイク用特約の契約が必要な場合が殆どである。

## 車両

### 日本国内メーカー車
1954年の道路交通取締法改正から、現在の原付二種にあたる区分が明確化され、原付一種の制約を受けないことから排気量を増大させて一種から二種とした車両が数多く販売された。1960年の道路交通法施行時の免許制度改正からこの傾向が顕著となって、1962年には国内総生産台数が86万台にも達し、次第に実用車だけでなくスポーツタイプも販売されるようになった。その後も一定の需要があったが、1970年代に入るとユーザーがパワーを求めて上位クラスへと移っていったため、次第にクラス全体の活気が失われた。
1999年に「平成11年自動車排出ガス規制」が施行されたことを契機として、2ストロークエンジン車を中心とした車種の大幅な整理が行われ、2001年に「平成13年自動車騒音規制」が施行された際には国内メーカーの新車に適用される加速騒音規制がオートバイの保安基準として最も厳しいとされる数値が設定された。このため、日本国内メーカーの市販車にはスクーター以外の車種がほとんどなくなった。
2009年5月11日より小型限定免許の教習車として使用できる車両の排気量が90-125 ccに変更された。これはマニュアルトランスミッション（MT）の教習車として使用してきた排気量（100 - 125 cc）の車種が、法改正の時点において騒音規制に対応した車両が国内メーカーから販売されていなかったためである。
近年は燃費と維持費が安く交通規則の制約が少ない点が見直されて、減少を続ける原付一種の販売台数とは逆に、原付二種の販売台数は増加している。ただし国内メーカーのこのクラスの車種は、そのほとんどが日本国外で生産され、型式認定による正規輸入で販売されており、2013年現在国内メーカーの型式認定車両で国内生産されているのは本田技研工業のエイプ100の1車種であった。
なお、2013年1月に騒音関係の法令が改正され平成26年騒音規制の適用が受けられるようになったが、これにより規制値が今後の欧州規制とほぼ同値になり、従前の数値から3dB程度緩められた。同年5月には本田技研工業がMT2車種を含む小型自動二輪車5車種の国内発売を発表したが、いずれも騒音関係の数値は平成26年規制のものが適用されている。

### 輸入車
EU加盟国においては、普通自動車免許のみの取得者や、普通自動車免許取得時に追加講習を受けた人などが125 ccまでのオートバイを運転できる国が多数あり、アジア諸国でも100-150 ccが二輪市場の中心となっている。
2008年9月からの平成19年自動車排出ガス規制の全面施行や、2010年4月からの平成22年自動車騒音規制による加速騒音規制の適用により輸入車も影響を受けており、欧州などで販売されている車両であっても日本の規制値を達成できず輸入が停止された車両もある。
2013年6月からホンダはタイに本社を置くタイホンダが製造販売していたZOOMER-XやGROMを、日本向けに一部改良を加え、日本国内で輸入販売を開始した。

## 運転免許

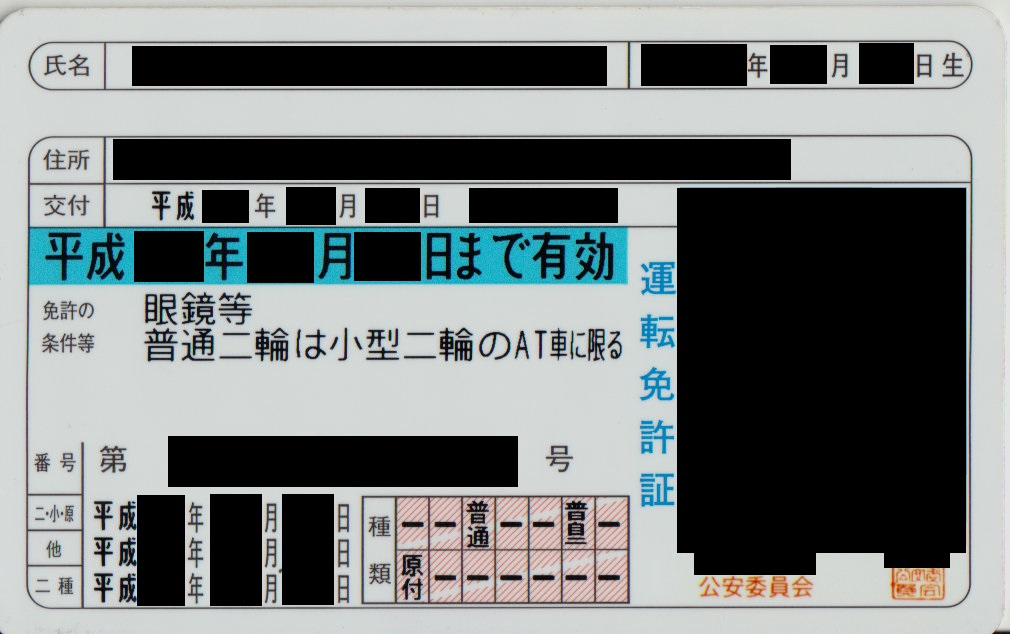
日本のICカード運転免許証（旧区分）
区分欄に「普自二」と表示され、条件等欄に小型二輪ATに限る旨が記載される。

50 cc超125 cc以下の自動二輪車の運転免許は、1960年（昭和35年）に「第二種原付免許」として新設され、1965年（昭和40年）に「二輪免許」に統合された。1972年（昭和47年）4月1日に再び125 cc以下の車両の免許が分離されて「自動二輪免許（小型）」と表記された。1996年（平成8年）9月1日の免許制度の改正では「普通自動二輪免許（小型限定）」と名称が変更された。自動二輪免許以外の普通自動車や原動機付自転車等の運転免許で小型自動二輪車（基本的に原付二種）を運転すると、「無免許運転」となる。
2005年（平成17年）6月1日より、普通自動二輪免許にオートマチック限定免許（AT限定）が新設された。小型限定に対するAT小型限定の受験者数の比率はおよそ50.5 %と、AT限定の占める割合が、他の免許区分と比べても最も高い。
普通免許所持の場合、教習時間は8時間である。（「みきわめ」が不合格になるとその分伸びる）2018年（平成30年）の法改正で、1日あたりの最大教習時間が3時間から4時間に拡大されたので、最短2日で教習を終えることが可能になった。このため多くの教習所が「2日で免許」をキャッチフレーズにするようになったが、3日目に卒業検定を受け、4日目に免許センターでの試験を受けるので、実際に免許証が発行及びマイナ免許証に登録するまでに最低でも4日は要する。
日本自動車工業会に加盟する国内オートバイ4メーカーによる二輪車特別委員会は、2009年（平成21年）9月16日の記者会見で、関係省庁に対し普通自動二輪車小型限定免許の教習における講習内容などを緩和し、運転免許を短期間で取得し易くするよう申し入れたことを公表し、2010年（平成22年）7月28日の記者会見では「教習」を「講習」に変更することで取得を行いやすくする具体案を公表した。これは普通自動二輪免許（小型限定）を現行よりも簡略化して、利用者の負担を軽くすることで原付二種の普及を促進する提案である。さらに経済産業省も同様の規制緩和を検討している。

## 備考

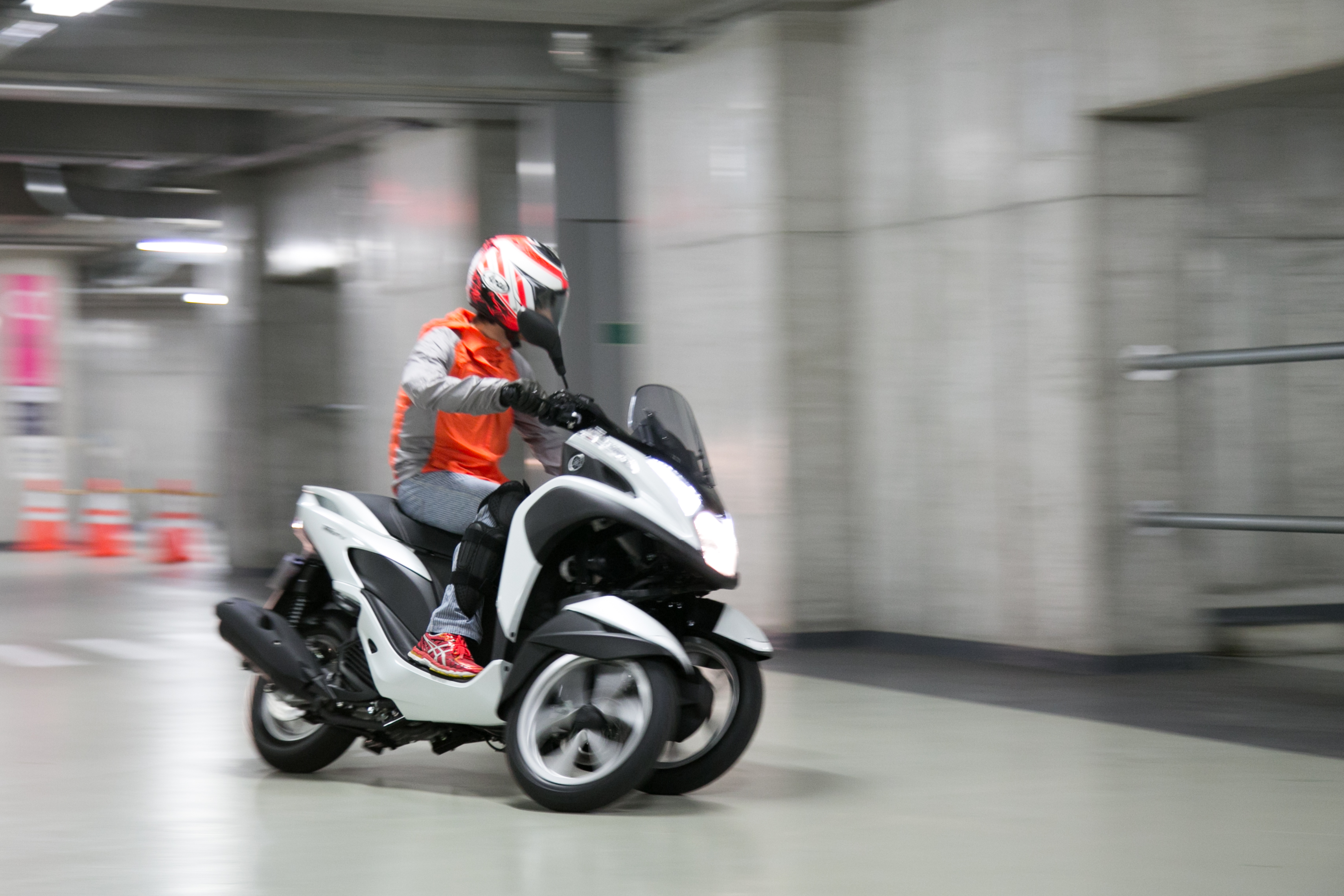
ヤマハ・トリシティの場合は、三輪車であるが、特定二輪車に該当するため自動二輪車として扱われる

### サイドカー
小型自動二輪車に該当する車両（原動機の総排気量が50 ㏄を超え125 ㏄以下の自動二輪車）であっても、側車（サイドカー）を取り付けた場合は、道路運送車両法においては、原動機付自転車ではなく、側車付二輪自動車として扱われる。